# Даниела Валоскова
Даниела Здравкова Валоскова е българска циркова артистка.
Нейните родители също са циркови артисти. Тя е единствената европейка, която виси на косата си в продължение на 7 минути, като едновременно с това пие вода, прави пирует и върти 30 обръча. С последния номер е регистриран и рекорд за Книгата на рекордите „[[Гинес],където завърта 50 обръча]“.
Освен на световната сцена , гастролира и със собственият си  цирк "Феникс" из страната.